# Cat Island
Cat Island – wyspa w centralnej części archipelagu Wysp Bahama.
Na wyspie znajduje się najwyższe wzniesienie Bahamów – Mount Alvernia o wysokości 63 m, na którym znajduje się klasztor nazywany The Hermitage („Pustelnia”).
Pierwszymi osadnikami na wyspie byli lojaliści, uciekający po przegranej rewolucji amerykańskiej, którzy przybyli na wyspę w 1783 roku. Nazwa Cat Island pochodzi prawdopodobnie od nazwiska pirata Arthura Catta lub dużej populacji dzikich kotów (ang. cat) na wyspie.
Na wyspie rozwinęły się plantacje bawełny. Obecnie rolnictwo pozostaje głównym źródłem utrzymania mieszkańców.
W 2000 roku ludność wynosiła 1647 mieszkańców. Głównym miastem na wyspie jest Arthur’s Town.
Przez długi czas Cat Island, obok wyspy San Salvador, była uważana za wyspę Guanahani – miejsce, w którym 12 października 1492 roku wylądował Krzysztof Kolumb.